# Pfälzische Nr. 9 bis 20
Die Lokomotiven mit den Betriebsnummern 9–20 waren Dampflokomotiven der Pfälzischen Ludwigsbahn.

## Geschichte
Hergestellt wurden je vier Loks von den Unternehmen Keßler aus Karlsruhe, Maffei aus München und Regnier Poncelet aus Lüttich. Die Ausmusterung begann in den 1870er und war Mitte der 1890er abgeschlossen.
| Betriebsnummer | Name           | Baujahr | Hersteller        |
| -------------- | -------------- | ------- | ----------------- |
| 9              | LUDWIGSHAFEN   | 1846    | Keßler            |
| 10             | KAISERSLAUTERN | 1846    | Keßler            |
| 11             | SPEYER         | 1846    | Keßler            |
| 12             | NEUSTADT       | 1846    | Keßler            |
| 13             | HOMBURG        | 1847    | Maffei            |
| 14             | ZWEIBRÜCKEN    | 1847    | Maffei            |
| 15             | DÜRKHEIM       | 1847    | Maffei            |
| 16             | BEXBACH        | 1847    | Maffei            |
| 17             | DONNERSBERG    | 1846    | Regenier-Poncelet |
| 18             | POMONA         | 1846    | Regenier-Poncelet |
| 19             | BACHUS         | 1846    | Regenier-Poncelet |
| 20             | CERES          | 1846    | Regenier-Poncelet |

## Konstruktion
Anfangs waren die Fahrzeuge mit einem vierseitigen Dampfdom ausgestattet, welcher nach dem Austausch der Kessel entfiel.
Sie waren mit Schlepptendern der Bauart 3 T 5 ausgestattet.